# Барич-Кольонія
Барич-Кольонія (пол. Barycz-Kolonia) — село в Польщі, у гміні Зволень Зволенського повіту Мазовецького воєводства.
У 1975-1998 роках село належало до Радомського воєводства.